# 福岡県教育委員会
福岡県教育委員会（ふくおかけんきょういくいいんかい）は、福岡県の教育委員会である。

## 概要
福岡県内の教育に関する事務を所掌する行政委員会であり、6人の委員で構成される。近年は、学力向上、高校改革などの教育改革に取り組んでいる。
広義では、教育委員会の執行機関である教育委員会事務局を含めて、教育委員会と呼ぶこともある。

## 組織
- 総務企画課
- 財務課
- 文化財保護課
- 教職員課
- 施設課
- 高校教育課
- 義務教育課
- 特別支援教育課
- 人権・同和教育課
- 体育スポーツ健康課
- 社会教育課

## 所在地
- 〒812-8575 福岡県福岡市博多区東公園7番7号

## 市町村教育委員会
- 福岡市教育委員会
- 北九州市教育委員会